# Ingvar Jónsson
Ingvar Jónsson (ur. 18 października 1989 w Keflavíku) – islandzki piłkarz występujący na pozycji bramkarza w norwerskim klubie Sandefjord oraz w reprezentacji Islandii. Wychowanek Njarðvík, w swojej karierze grał także w takich klubach, jak Stjarnan, IK Start oraz Sandnes Ulf. Znalazł się w kadrze na Mistrzostwa Europy 2016.